# Dishdasha

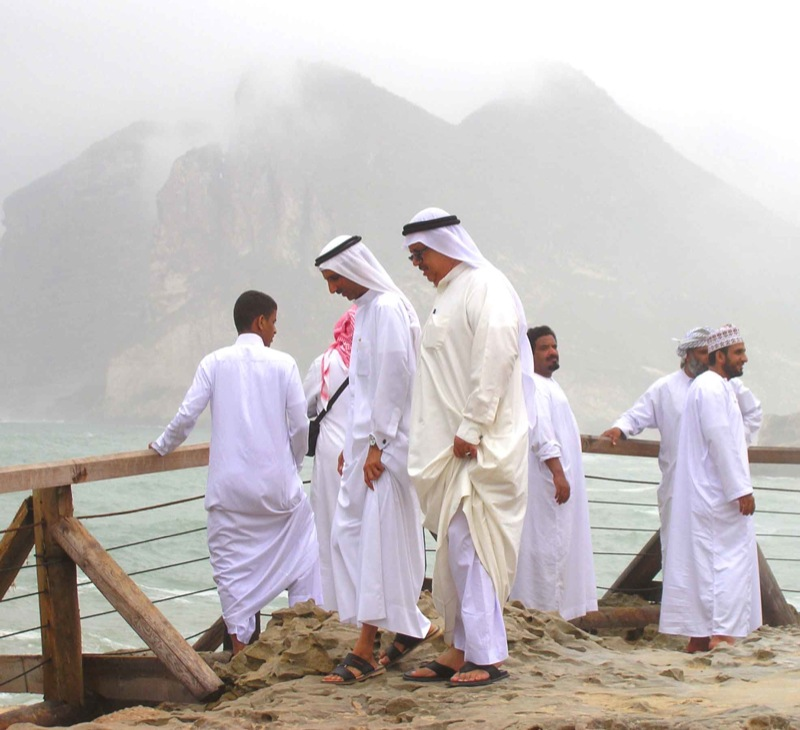
Dishdashas à Oman

La dishdasha (arabe : دشداشة (dišdāšä)) est un vêtement long qui arrive aux chevilles, avec en général des manches longues. Elle est principalement portée par les hommes de la péninsule arabique (Arabie saoudite, Syrie, Émirats arabes unis, sultanat d'Oman, Yémen).
Le nom diffère aussi suivant les pays :
- dishdasha au Bilad el-Cham et au sultanat d'Oman ;
- thowb ou thawb ou thobe au Koweït, au Qatar, en Arabie saoudite et au Yémen ;
- gandoura aux Émirats arabes unis.

En général, la dishdasha est en coton, mais peut aussi être en laine dans sa version « hiver ». Le style de la dishdasha, en particulier les manches et le col, varie légèrement suivant les régions du Golfe. La disdasha est en général de couleur blanche.
À Oman, face à la prolifération de couleurs et de motifs qui, selon les autorités, portaient atteinte à « l'identité omanaise », le Ministère de l'Industrie, du Commerce et de la Promotion des investissements a publié en janvier 2022 un décret interdisant d'importer et de concevoir des vêtements ne respectant pas les critères de fabrication du pays. Les contrevenants s'exposent à une amende de 1 000 rials (environ 2 464 euros), le double en cas de récidive. Une peine similaire est appliquée pour le port ou la fabrication de chapeaux non conformes aux traditions, selon des médias locaux.

## Coupe du monde 2022

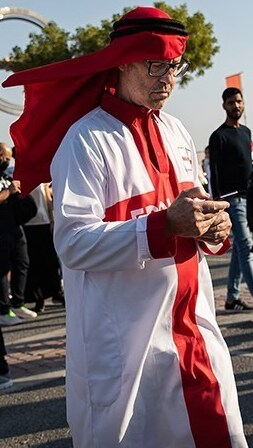
Supporter anglais en ghutra et dishidasha aux couleurs de son pays

Lors de la Coupe du monde de football 2022, les ghutra et shemagh sont proposés de manière personnalisée aux couleurs des équipes qualifiées pour le tournoi. De même,. La dishdasha qui accompagne ces couvre-chefs est également personnalisée. Ces habits sont ainsi comparés aux vuvuzelas lors de la Coupe du monde de football 2010 en Afrique du Sud.